# Théâtre des Deux-Portes
Le théâtre des Deux-Portes est une salle de spectacle parisienne inaugurée en 1972 au sein de la MJC Paris-Charonne, au 46 rue Louis-Lumière dans le 20e arrondissement.
Elle est confiée à la compagnie Ateliers-Theâtre du XXe/les Athévains, un collectif de comédiens et metteurs en scène qui souhaite promouvoir un « théâtre d'essai ». Le festival « Action danse » comprenant des stages, des ateliers et des spectacles y est également organisé.
En raison de l'arrêt des subventions de la Ville de Paris en 1975 et sous la menace d'une expulsion, la salle doit fermer ses portes en 1976. Hébergés un temps au 9, rue Monte-Cristo (20e), les Athévains sont accueillis dans différentes salles (dont le théâtre de la Cité internationale, le théâtre de Chaillot, le théâtre Oblique...) avant de s'installer  définitivement en 1979 au 45 bis rue Richard-Lenoir (11e) dans un ancien café-concert rebaptisé Artistic Athévains.
La salle rouvre la même année et poursuit sa programmation jusqu'au début des années 1990. Le lieu héberge aujourd'hui le Centre d'animation Louis-Lumière et dispose d'un auditorium de 150 places inauguré en 2009.
Un second théâtre des Deux-Portes a rouvert à la fin des années 2000 dans les anciens locaux de l'école du mime Marceau, au 17 rue René-Boulanger (10e) sous le théâtre de la Porte-Saint-Martin.